# Glänthuggspindel
Glänthuggspindel (Gnaphosa muscorum) är en spindelart som först beskrevs av Ludwig Carl Christian Koch 1866.  Glänthuggspindel ingår i släktet Gnaphosa och familjen plattbuksspindlar. Arten är reproducerande i Sverige. Utöver nominatformen finns också underarten G. m. gaunitzi.